# Rábida de Lamta
La Rábida de Lamta (en árabe: رباط لمطة) es una rábida aglabí situada en Lamta, Túnez. El edificio fue construido en el año 859 (correspondiente al 245 d. H.) por el príncipe aglabí Abu Ibrahim Ahmad ibn Muhammad.El 21 de enero de 2021, mediante orden del Ministerio de Cultura, el monumento fue declarado monumento protegido con el número de identificación 52–8.

## Descripción
Consiste en un edificio de planta cuadrada, de una sola planta, con torres redondeadas en las esquinas. La entrada a la rábida se realiza a través de una única entrada principal que lleva a un pasillo recto que conduce a un patio central, donde los viajeros podían buscar refugio para descansar. El patio central, que alberga un depósito de agua subterráneo, está rodeado de varias pequeñas habitaciones.
En la rábida se alojaron muchos monjes-soldados, entre ellos: 
- Abu al-Sari Wassel al-Jami (en árabe: أبو السري واصل الجمي);
- Abu Bakr al-Qurashi al-Saqili (en árabe: أبو بكر القرشي الصقلي), uno de los compañeros de Yahya Ibn Omar;
- Abu Haroun al-Andalusi (en árabe: أبو هارون الأندلسي), que murió en 903 (291 AH) en Lamta.

## Galería

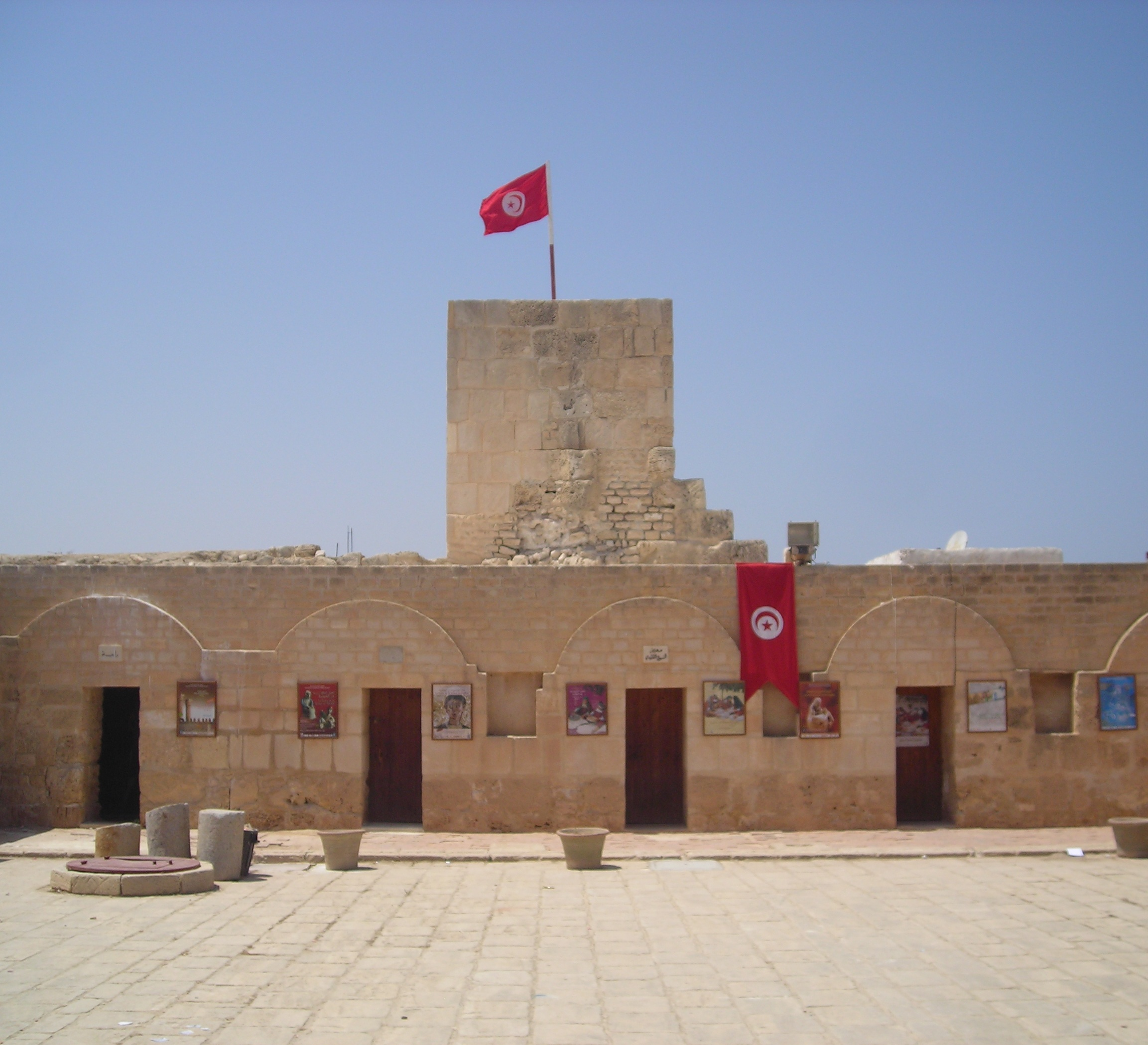
Parte interior.
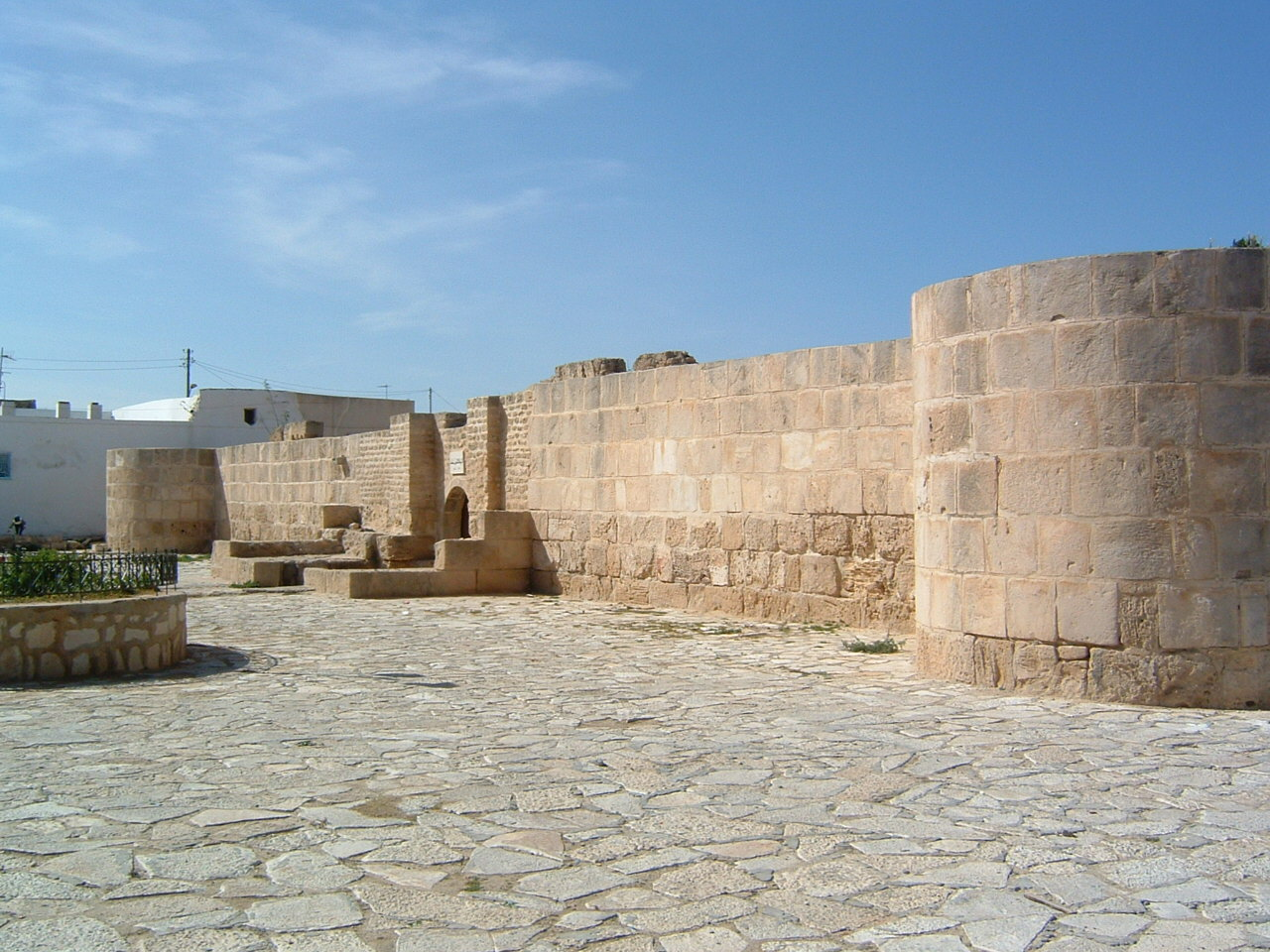
Parte exterior.
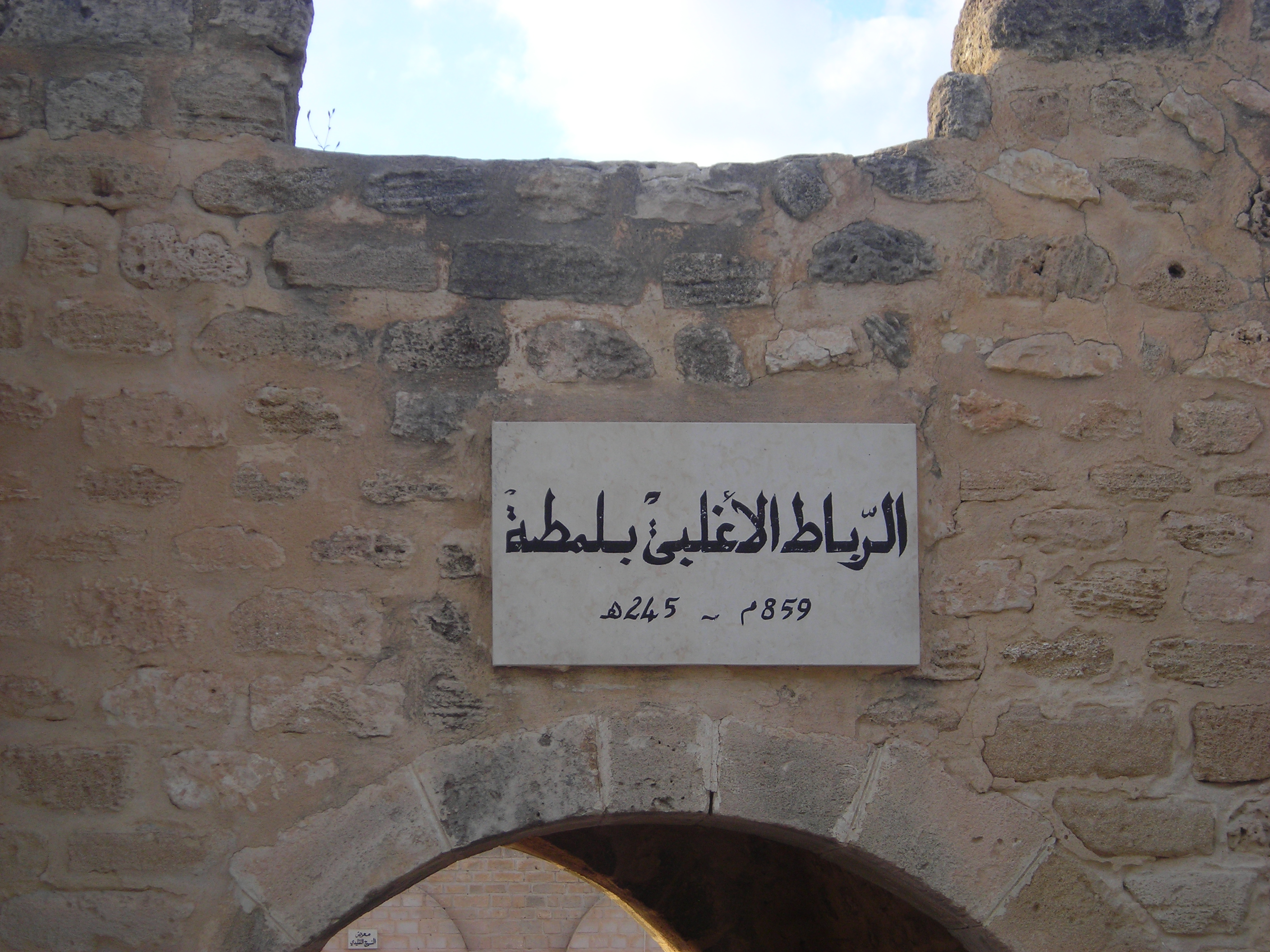
Placa en la entrada.
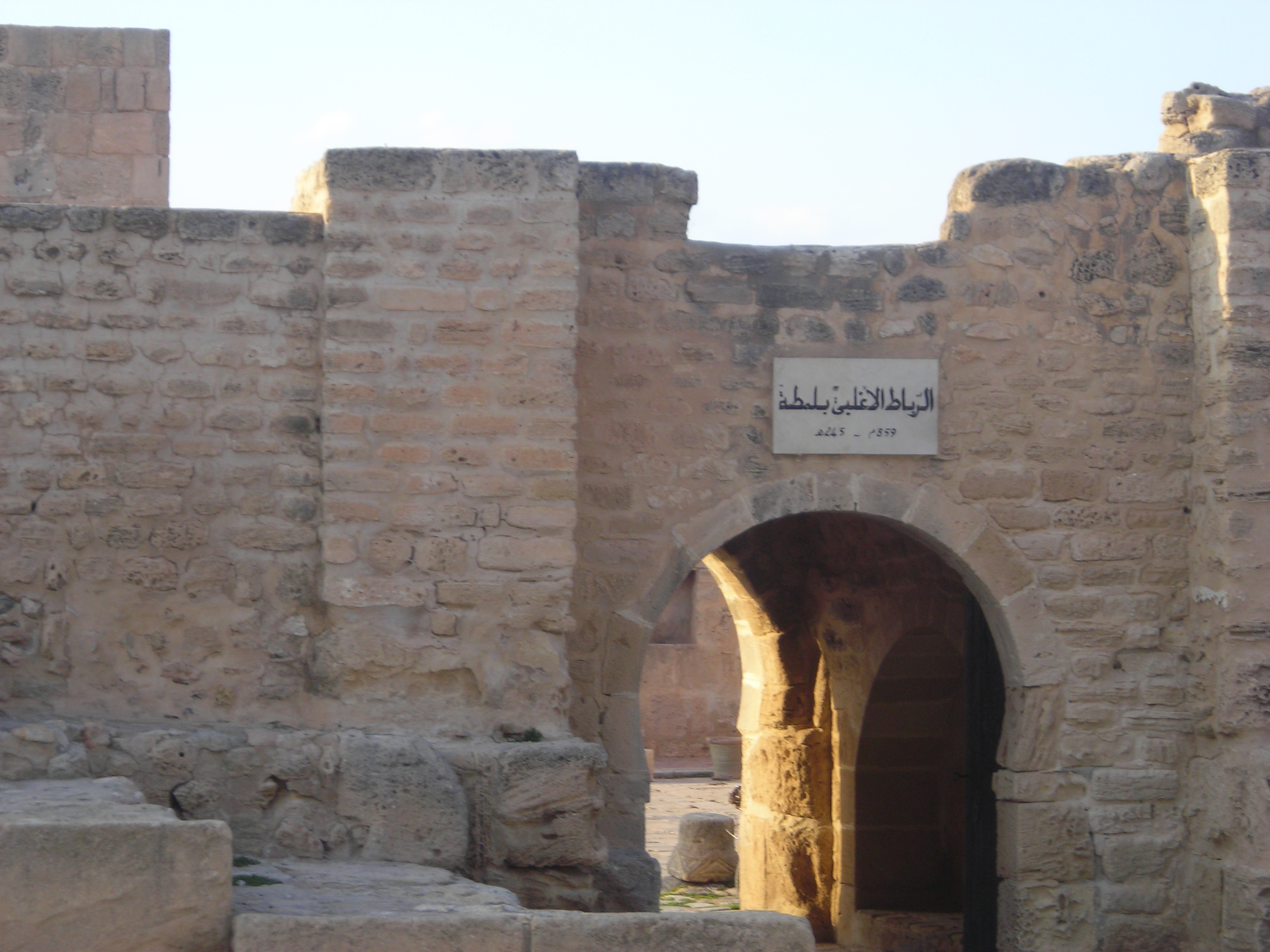
Entrada principal.
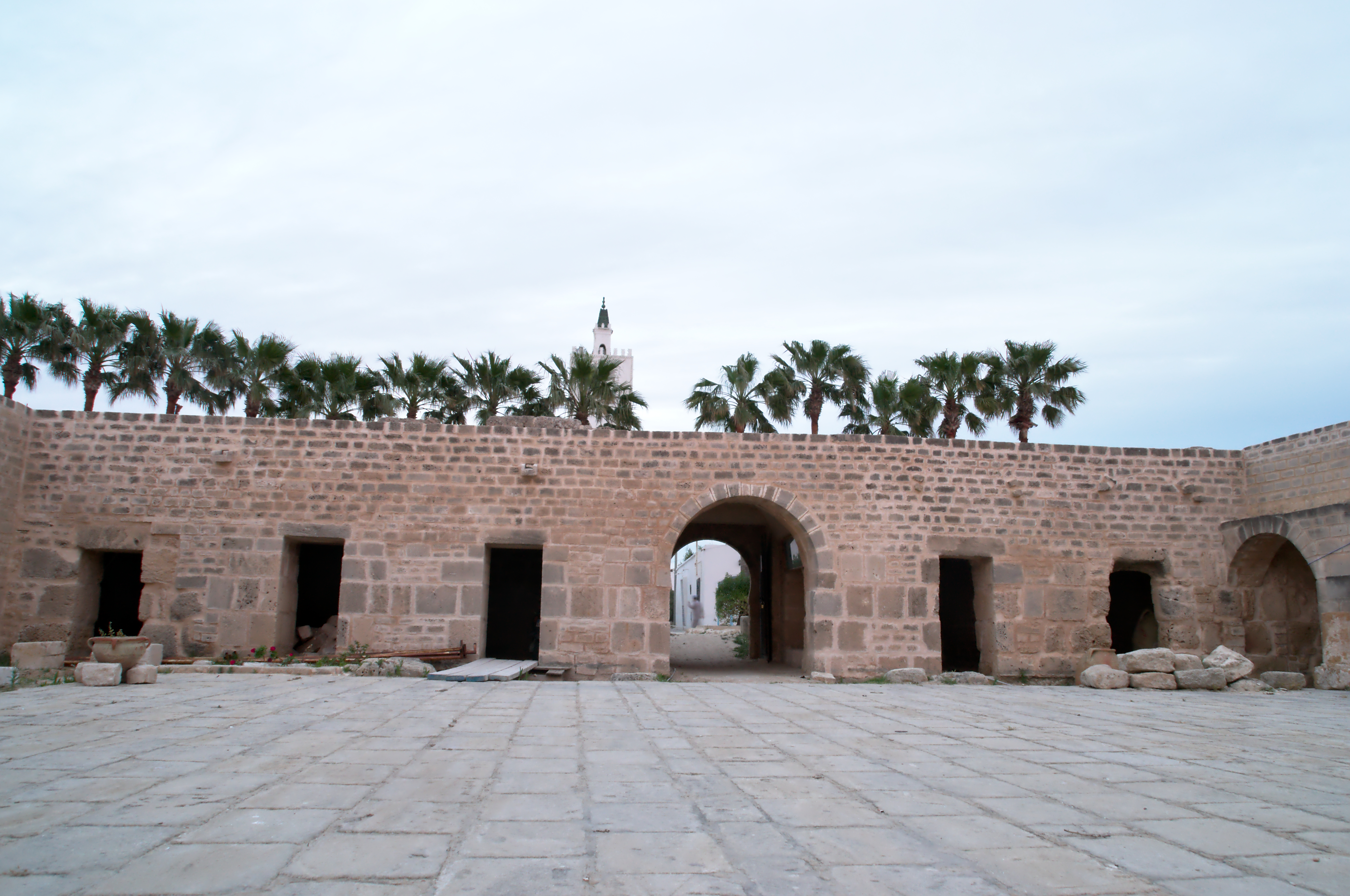
Patio de la rábida.